# Монтрозова побуна (1644—1645)
Монтрозова побуна (1644–45) била је устанак ројалиста у Шкотској током енглеског грађанског рата. Завршена је поразом ројалиста и победом шкотског Парламента.

## Устанак

### Планови ројалиста
Влада Шкотске склопила је савез са енглеским Парламентом и ушла у грађански рат у Енглеској почетком 1644, а шкотска војска имала је драматичан утицај на борбе за север Енглеске. Као одговор, након тешког пораза ројалиста код Марстона Мура (Јоркшир, јул 1644), краљ је именовао маркиза Монтроза својим војним командантом у Шкотској. 28. августа 1644. Монтроз је подигао краљевски стег и са нешто више од 2.000 војника борио се у кампањи у којој је успео да оствари низ драматичних успеха у планинским областима северног Побрђа (енгл. Highlands) против снага шкотског Парламента.
Монтроз је започео кампању са циљем да заплаши шкотски Парламент толико, да мора да повуче Леслијеву шкотску војску из Енглеске и на тај начин преокрене однос снага у Енглеској у краљевску корист. У Шкотској би он, чак, временом могао да сруши владу и постави режим погодан краљу. Монтрозов први циљ био је успостављање сигурне територијалне базе на којој би могао одржати дугу кампању.

### Освајање Абердина
Иако су биле малобројне, искусне и добро вођене снаге ројалиста су оствариле прву победу код Типермуира (1. септембра 1644). То је присилило шкотску владу да опозове део, али не и већину војске из Енглеске, и друге трупе из Ирске.
Из Тибермора су ројалисти кренули на исток према Дандију, али су одбијени па су наставили према граду Абердин под контролом владе. Разне локалне снаге позване су у Абердин почетком септембра како би се супротставиле претњи од Монтроза и, иако се нису све окупиле, војска шкотских Парламентараца била је већа од двеју снага. Међутим, они су били неискусни и слабо вођени, пружајући Монтрозу прилику за још једну победу.
У бици код Абердина (13. септембра 1644), малобројни ројалисти разбили су војску Парламента за мање од 2 сата. Абердин је био једна у низу победа које је Монтрозова малобројна војска добила над владиним снагама, али, као и код већине осталих, то није био трајни успех. Нису успели да осигурају ниједну значајнију територију или веће градове на којима би засновати одрживу кампању. Једини резултат било је додавање репутацији Монтроза као заповедника и појачање притиска на владу да повуче снаге из
Енглеске. Највећи ефекат битке био је тај, да су почињена зверства и пљачка при заузимању Абердина осигурале да ће Монтроз у том крају добити мало регрута и мало подршке за остатак његове кампање.

### Повлачење на север
Краљевске снаге су се ускоро морале повући на север у Побрђе, пошто је маркиз од Аргајла са знатним кренуо на њих. Поново у Побрђу, Монтроз је вешто користио терен да би надмудрио свог непријатеља, повлачећи се пред надмоћнијим снагама и терајући Парламентарце да раздвајају своје снаге како би га опколили. Нападајући раздвојене непријатеље, Монтроз је победио Парламентарце код Фивија и маркиза од Аргајла код Инверлохија, опустошивши читаву покрајину Аргајл.
Када је у априлу 1645. покушао напад на Данди, војска Парламентараца под генералом Бејлијем је реаговала. Монтроз се повукао на север и војска под генералом Уријем је послата у потеру, пробијући се између ројалиста и Инвернеса. Како су ројалисти напредовали преко реке Спеј, Ури се бранио од њихове претходнице док се приближавао Инвернесу да би се ујединио са локалним трупама Парламентараца пре него што нападне Монтроза. Ројалистичке снаге повукле су се у Аулдерн и ту заноћиле 8. маја, са извиђачима на запад. Ури, примивши појачања, кренуо је против Монтроза ујутро 9. маја 1645. У бици код Аулдерна, против свих очекивања, Монтроз је освојио још једну победу.

### Поход у шкотску низију
Победивши код Аулдерна (9. маја) и Алфорда (2. јула 1645), Монтроз је покушао да се пробије на југ у шкотску низију. Ово је била једина позитивна вест за краља Чарлса, чији је покрет био готово уништен у Енглеској, управо поражен у биткама код Нејзбија (Нортхемптоншир) и Лангпорта (Сомерсет). Краљева стратегија сада је прешла на уједињавање шкотских и енглеских ројалиста у коначном очајничком покушају да се добије рат.
Из Алфорда су ројалисти кренули на југ уз источну обалу крећући се на Глазгов. Две војске Парламентараца, под Аргајлом и Бејлијем, следиле су у потери. Монтроз се окренуо да их нападне код Килсита, на путу од Стирлинга до Глазгова. У бици код Килсита (15. августа 1645) ројалисти су уништили последњу војску Парламента у Шкотској, што је био врхунац ројалистичке кампање у Шкотској.
Да је после победе код Килсита Монтроз успео да прикупи довољно регрута из Низије, могао је да освоји Шкотску за краља. Међутим, Монтроз није успео да искористи ову прилику и почетком септембра његова војска је почела да се распада. Пораз код Килсита присилио је Парламентарце да повуку прекаљене одреде шкотске војске из Енглеске кући, да се супротстави Монтрозу. То само по себи био је успех за ројалисте, али било је прекасно да се спаси краљева ствар у Енглеској, јер Чарлсова последња енглеска војска већ је била уништена код Лангпорта (јула 1645) . Тако је Килсит био драматична победа са великом могућностима које се никада нису оствариле.

### Слом устанка
Након драматичне победе у Килситу, Монтроз је намеравао да ојача своју војску новим регрутима пре него што покуша да доврши освајање Шкотске. Међутим, с обзиром да је Низија биле упориште Парламентараца и штавише, као резултат пљачке и пустошења које је његова војска нанела становништву, Монтроз није био у стању да значајно ојача своју војску. Много његових трупа је напустило војску у недељама после Килсита.
Почетком септембра 1645. ројалисти су кренули на границу како би пореметили прикупљање регрута за Парламентарце. У ноћи 12. септембра логоровали су у Филипхоху, западно од Селкирка. Али Монтросеа су током ове кампање слабо служили његови извиђачи. Најважније је да изгледа да није био свестан да је Сер Давид Лесли 6. септембра кренуо из северне Енглеске са великом шкотском војском. Леслие се састао са трупама из Низије у Гладсмуиру (западно од Хадингтона) и кренуо према југу. У ноћи 12. , кришом од Монтроза, војска Парламентараца пришла је Селкирку и потукла логор Монтрозове претходнице.
Ујутру 13. септембра, код Филипхоха, прекаљене трупе Парламентараца победиле су у одлучујућој акцији Грађанског рата у Шкотској. Монтрозова војска је ефективно уништена и што је најважније, разбијен је мит о његовој непобедивости. Никада више није сакупио довољно трупа да би се могао суочити са Парламентарцима у отвореној борби.